# Catalaans Nationaal Archief
Het Catalaans Nationaal Archief  of Arxiu Nacional de Catalunya is een instelling van de Catalaanse regering. In zijn huidige vorm werd het einde 1980 opgericht. Het is zowel een historisch als administratief archief. Daarnaast conserveert het ook private archieven van personen of organisaties die voor Catalonië relevant zijn. Het oudste document dateert uit 1006 en is een perkament, een fragment van een inventaris van uitspraken van een rechter, gevonden in de kaft van een werk uit de 17de eeuw. In 2011 besloeg het totale volume een lengte van 32,3 km. Sedert 1995 bevindt het zich in een nieuw gebouw in Sant Cugat del Vallès, dat aan alle moderne eisen van brand- en diefstalveiligheid beantwoordt en ook over alle nodige technische installaties beschikt voor het bewaren, restaureren en consulteren van documenten.
Het archief is gratis toegankelijk voor het publiek. Alle historische, administratieve en lokale archieven van Catalonië hebben zich aaneengesloten om een gemeenschappelijke catalogus op het internet te publiceren. Een groot aantal documenten kunnen on-line bekeken worden.

## Voorgeschiedenis
De eerste aanzet voor een nationaal archief dateert uit 1412, toen de Diputació del General aan de secretaris-generaal, genaamd racional, de opdracht gaf het archief te organiseren. Die taak werd overgenomen in het begin van de twintigste eeuw door de Mancomunitat, een niet officieel samenwerkingsorgaan van de vier Catalaanse provincies en voorloper van de moderne Generalitat de Catalunya. Tijdens de Tweede Spaanse Republiek werd het archief dan officieel door president Josep Tarradellas op 29 september 1936 opgericht. Het archief werd voorlopig ondergebracht in het bisschoppelijke paleis van Barcelona. Bij het uitbreken van de Spaanse Burgeroorlog werden een aantal stukken in veiligheid gebracht in Pedralbes. Veel documenten geraakten verspreid en sommige zijn verloren gegaan in die woelige periode.
Tijdens de franquistische dictatuur werd het afgeschaft. De archivering werd geregeld door de militaire junta. Kort na de Spaanse democratische overgang geeft de nieuwe president Jordi Pujol van de pas gerehabiliteerde Catalaanse regering in 1980 de opdracht aan Albert Manent i Segimon, een van zijn medestanders uit het democratische verzet het archief opnieuw op te richten. Het militaire regime had echter veel openbare verenigings- en privé-archieven verbeurd verklaard en weggevoerd naar het Algemeen Archief van de Burgeroorlog in Salamanca door de fascistische Servicio de Recuperación de Documentos. Die documenten werden gebruikt door de militaire rechtbanken en later door de Bijzondere rechtbank voor de repressie van de vrijmetselarij en het communisme om tegenstrevers van het regime te identificeren en te vervolgen. De restitutie van die archieven blijft een heikel punt van discussie met de conservatieve centrale regering in Madrid. Het regeringsbesluit uit 1995 werd slechts zeer ten dele uitgevoerd en botste op grote weerstand van de Partido Popular, die een zaak indiende bij het constitutioneel hof. In 2013 besloot dit laatste dat de documenten het rechtmatige eigendom van de Generalitat zijn en teruggegeven moeten worden.

## Publicaties
Het archief organiseert tentoonstellingen, of helpt andere organisaties daarbij, en publiceert regelmatig monografieën op grond van het rijke materiaal waarover het beschikt. Een volledige lijst van de publicaties, waarvan vele gratis downloadbaar zijn is hier te vinden.
- ANC. Butlletí de l'Arxiu Nacional de Catalunya verschijnt driemaal per jaar